# Zethaubach
Der Zethaubach ist ein knapp 9 km langer, linker Nebenfluss der Freiberger Mulde im sächsischen Erzgebirge.

## Verlauf

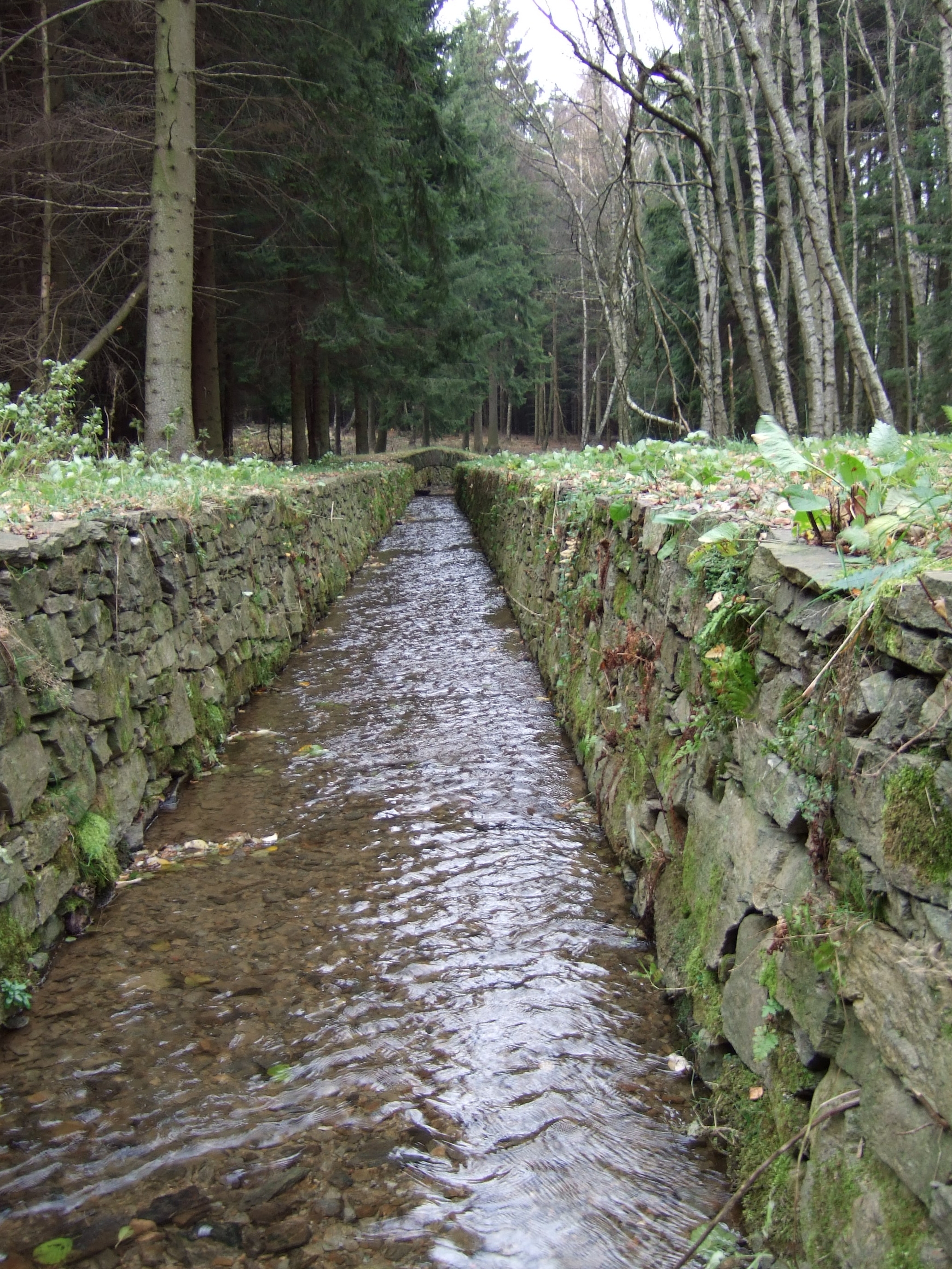
Der Zethaubach speist den Zethauer Kunstgraben, der Brauchwasser nach Freiberg liefert.

Der Bach entspringt etwa 2 km südlich von Zethau am Rande eines kleinen Wäldchens in der Nähe des Saidenberges. Nachdem er zuerst Richtung Norden verläuft wendet er sich dort nach Nordost. In der Nähe der Kirche speist der Zethaubach den Zethauer Kunstgraben, der den Beginn der Unteren Wasserversorgung der Revierwasserlaufanstalt Freiberg bildet. Dieser Graben wird später durch den Unteren Großhartmannsdorfer Teich aufgestaut und versorgt das Gebiet von Freiberg stetig mit Brauchwasser. Die Häuser des Waldhufendorfes Zethau erstrecken sich dann über etwa 5 km entlang des Baches. Kurz vor der Mündung in die Freiberger Mulde bei Mulda/Sa. nimmt er noch von links den Helbigsdorfer Bach auf.